# Spodiopogon formosanus
Spodiopogon formosanus är en gräsart som beskrevs av Alfred Barton Rendle. Spodiopogon formosanus ingår i släktet Spodiopogon och familjen gräs. Inga underarter finns listade i Catalogue of Life.